# Arquitectura modular
Llamamos arquitectura modular a aquella arquitectura que se caracteriza por su versatilidad, su tecnología y su rapidez. Es un sistema de producción eficaz y fácilmente controlable, acorde a las características de fabricación contemporáneas, que ofrece una reducción de plazos, un ajuste de los precios, una optimización de recursos y un cumplimiento exhaustivo y fácilmente comprobable de los requerimientos técnicos. No existen limitaciones estéticas ni de tamaño, siempre que se cumplan una serie de reglas que se incorporan desde el primer momento al proceso de diseño de los espacios. El resultado final es un producto de alta calidad, diseñado con altos estándares de eficiencia energética y en cuya fabricación se ha contribuido a un equilibrio medioambiental, ya que se controla la generación de residuos y de emisiones contaminantes. 

## Historia
Su uso original es como recipiente de carga para el transporte marítimo, aéreo y terrestre; sus dimensiones entonces están reguladas para facilitar su manipulación y traslado. Están fabricados principalmente de acero Cor-ten, pero existen de aluminio e incluso de madera contrachapada, reforzados con fibra de vidrio. Interiormente, están revestidos por un recubrimiento anti-humedad y el suelo es casi siempre de madera. Su vida útil como contenedor de carga es de 12 años, según regulaciones internacionales, por lo tanto, millones de unidades quedan varadas en los puertos y bodegas ocupando espacios vacíos. 
Al quedar inutilizados presentaban una oportunidad única para obtener nuevas soluciones constructivas gracias a que son resistentes, auto-portantes y económicos como módulo y base estructural de un sistema constructivo. Los contenedores son entonces abundantes, auto-portantes, resistentes y económicos como módulo y base estructural de un sistema constructivo. Además son modulares, permitiendo ser ensamblados de formas diferentes.En el año 2001 la firma inglesa Urban Space Management llevó a cabo el proyecto llamado Container City I, en la zona portuaria de Londres. Este constaba de un edificio de tres pisos, que abarcaría una superficie de 445 m² destinados a satisfacer la necesidad de vivienda que existía en aquel lugar. La construcción de este edificio tan solo tardó cinco meses en desarrollarse y el 80 % del material que se utilizó para su realización era reciclado, hallando aquí una solución muy ecológica para la construcción. 
 

## ¿Qué es la arquitectura modular?
La construcción modular sobre la base de contenedores no es más que la utilización de los contenedores como módulos constructivos para una obra. Por otra parte, la arquitectura modular se refiere al diseño de sistemas compuestos por elementos separados que pueden conectarse manteniendo relaciones de proporción y dimensiones. 
Se caracteriza por su versatilidad, alta tecnología, sustentabilidad y economía en cuanto a materiales y tiempo de construcción.  

## Arquitectura Modular basada en la teoría de Policubos
La Arquitectura modular se refiere al diseño de sistemas compuestos por elementos separados que pueden conectarse preservando relaciones proporcionales y dimensionales. La belleza de la arquitectura modular se basa en la posibilidad de reemplazar o agregar cualquier componente sin afectar al resto del sistema. Un policubo es un conjunto de cubos unitarios unidos de manera tal que cada cara de cada cubo o se une completamente a otra cara de otro cubo, o permanece completamente libre sin ninguna conexión. Un policubo es una generalización tridimensional del concepto de poliomino, que consiste en un conjunto de módulos cuadrados unitarios unidos por sus lados. Es posible establecer correspondencias con formas tridimensionales de uso arquitectónico, constituyendo una poderosa herramienta en los procesos de diseño asistido, para ser utilizados como disparadores creativos en la realización de diseños arquitectónicos, ampliar las posibilidades de los sistemas CAAD explorando agrupamientos modulares complejos y desarrollar un procedimiento simplificado de enseñanza-aprendizaje de la forma arquitectónica.

## Tipos de contenedores

### Cerrado (Dry Van Container) – BU
Apropiado para el transporte de comodities en forma de atados, cajas, carga suelta. Posee una puerta en la parte frontal. 

### Granelero (Bulk Container) - BK
Posee orificios que se abren para conectar mangueras y “bombear” cargas a granel secas tales como granos, productos químicos en polvo, granulados, cementos, fertilizantes, harina, leche en polvo, azúcar, sal, y productos plásticos granulados. Se fabrican en acero y fibra de vidrio.

### Sea Cell Container
Es un contenedor que tiene capacidad para 2 palés de 1,2 metros uno al lado del otro, pero sus dimensiones externas son las mismas que la de un contenedor ISO. Esto se manifiesta en que la capacidad de palés es un 26 % mayor en los contenedores de 20 pies y un 20 % mayor en los de 40 pies. Por ello presenta ventajas tanto para los transportistas como para los despachantes.

### Contenedor plegable (Folding)
Sus partes estructurales pueden plegarse para cuando tiene que ser transportado sin carga.

### Frigorífico (Refeer Container) - HR
Posee un sistema de refrigeración y atmósfera controlada. Se fabrica en aluminio y acero inoxidable.
Apto para transportar mercadería perecedera como carnes, pescado, productos farmacéuticos, etc. Requiere un suministro eléctrico de 380 V.

### Contenedor de costado abierto (Open Side Container)
Se construye en acero. Se utiliza para mercancías cuya dimensión impide que se carguen por las puertas frontales.

### Contenedor de techo abierto (Open Top Container) - UT
Es ideal para grandes piezas que no caben en un contenedor de forma habitual, como maquinaria, grandes cristales, mármoles y maderas, o que simplemente, es más fácil su carga por la parte superior.

### Contenedor plataforma (Flat Container) - PC
Se destina a mercancías que sobrepasan las medidas normales, tales como maquinaria, bobinas de acero y cables, bidones de petróleo, madera, etc. Posee 2 mamparas laterales que pueden abatirse.

### Contendedor tanque (Tank Container) - TD
Es utilizado especialmente para el transporte de alimentos líquidos, tal como vino y aceites. Determinados contenedores de esta serie son usados exclusivamente para el transporte de productos químicos líquidos. 
Está equipado con una amplia gama de instalaciones técnicas y características adicionales

## Proceso constructivo
El proceso constructivo con contenedores es muy similar a lo que podría ser un proceso constructivo modular cualquiera, ya sea el desarrollo de un proyecto de vivienda, escuela u otro. Tomando en base el uso del contenedor, el proceso de construcción es muy sencillo debido a que son piezas fabricadas de igual tamaño, y tienen características que se acomodan fácilmente al diseño propuesto, así como la adecuación hacia el medio ambiente.
En primer lugar se parte de la obtención de un contenedor, que originalmente tiene un uso como recipiente de carga que será transportado por vía aérea, terrestre o acuática. Debido a esto poseen dimensiones reguladas por las normas ISO, ya que, de no ser así se vería dificultado su transporte y posterior uso.
Dependiendo las necesidades de la obra, los módulos pueden ser trabajados antes de ser llevados a la obra, dejando listos los revestimientos, puertas, ventanas, instalaciones eléctricas, sanitarias, etc. para su posterior colocación junto a las otras unidades constructivas.
Están fabricados, en su gran mayoría, de acero, lo que permite que tengan una mayor durabilidad gracias a su resistencia a la corrosión atmosférica. Son ecológicos ya que son reciclados y reutilizados, reducen el uso de otros materiales, porque la "obra gruesa" ya viene lista; disminuyen el impacto sobre el lugar donde irán emplazados y disminuye la contaminación acústica.
Para que los contenedores puedan ser habitables se les deben colocar distintos tipos de recubrimientos y aislantes, ya que, de lo contrario no podrían ser habitables debido a que con el frío serían extremadamente helados y con el calor sería extremadamente caliente en su interior, lo que no sería nada agradable para las personas que lo habitaran. El tipo de aislamiento que se utiliza en este tipo de construcciones es lana de celulosa proyectada (papel reciclado), lo que evita puentes térmicos, es anticondensante, excelente aislante acústico y retarda la acción del fuego sin despedir gases tóxicos. También se puede utilizar la ventilación cruzada, utilizando ventanas termopaneles. 
Para hacerlos más acogedores en su interior se utiliza madera de bambú certificada para el revestimiento interior, y madera de cedro para el revestimiento exterior, con opciones de soluciones mediante energías renovables entre otras cosas.
Finalmente estos módulos deben ser transportados a la obra generalmente por vía terrestre mediante un camión. Una vez que llegan al lugar de la obra se procede al montaje, por medio de grúas que facilitarán este proceso. 
Previamente debe estar listo el sistema de cimentación que se utilizará, ya que los contenedores deben ir firmemente fijados a la cimentación. Luego se repetirá el procedimiento acoplando cada módulo encima de otro o como sea que esté estipulado en el proyecto, siendo fuertemente fijados unos con otros. Ya estando instalados los módulos se da inicio a la realización de terminaciones e instalaciones. 
Luego de todo este proceso, se finaliza la obra con la entrega de esta al mandante, la cual debe cumplir con todos los requisitos que fueron solicitados con anterioridad.

### Diseño estructural
Los contenedores cumplen con las normas ISO20 e ISO40 que estandarizan sus medidas, la posición y tipo de anclajes de estiba y la resistencia de su estructura, de modo que garantizan la estabilidad de contenedores apilados a varias alturas, sin que los de abajo se aplasten, así mismo la unión por los anclajes entre ellos es fiable, de tal forma que no se mueven. También el material para asegurar su duración es de chapa de acero de alta resistencia a la corrosión.

### Cimentación
Sobre lo referente a la cimentación requerida para el uso de contenedores, tomaremos como ejemplo las características del contenedor de 40’ (ISO40), el cual se va a utilizar en el proyecto de la Nueva Escuela. Este contenedor tiene un área construida de 29.72 m², el peso del contenedor es de 3800 kg, es decir, la repercusión de éste sobre el elemento es de 127,86 kg/m², y la capacidad de resistencia del elemento es de 1,025 kg/m², lo cual significa que se puede adaptar con una ligerísima cimentación a cualquier tipo de terreno.

### Mantenimiento
En cuanto al mantenimiento podremos decir que son elementos que están diseñados para que duren años sin ningún tipo de tratamiento, y esto es en las condiciones ambientales más duras, como son las condiciones atmosféricas de los puertos y sobre todo de alta mar, además de estar sometidos a esfuerzos mecánicos que comprometen su forma u otras características. Es obvio que en tierra firme, y sometidos solamente a solicitaciones estáticas menores en todos los casos a las que reciben en uso habitual, el mantenimiento se ceñirá al repaso de la pintura cuando sea necesario.
 

## Portabilidad de la estructura
Se debe recalcar que cuando movemos una sola pieza estamos moviendo casi 30 m² construidos. Estos están hechos para ser transportados por todos los medios de carga y transporte normales, tales como grúas, camiones, etc., que son válidos para su manejo, transporte, carga, descarga y colocación in-situ. Construiremos con ellos, una vez que se encuentren asentados, estarán fijos en el lugar de la obra, pero será sumamente fácil volverlos a trasportar o a recolocar.

## Arquitectura modular y construcción industrializada
La arquitectura modular y la construcción industrializada ofrecen soluciones innovadoras que responden a las necesidades del mundo moderno, mediante la combinación de la eficiencia de la construcción industrializada con la flexibilidad y sostenibilidad del diseño modular. Creando espacios arquitectónicos que no sólo satisfacen las demandas actuales, sino que también contribuyen a un futuro más sostenible.
La versatilidad y eficiencia de las técnicas de construcción industrializada pueden observarse en diversos sectores. Por ejemplo, las naves industriales prefabricadas plegables y abatibles se elaboran en una fábrica y luego se montan in situ, proporcionando una solución oportuna y práctica para fines industriales.
Mediante la utilización de componentes prefabricados es posible agilizar el proceso de construcción y ofrecer resultados de alta calidad en un plazo más corto. La arquitectura modular con métodos de construcción industrializada es una técnica versátil y eficaz que puede aplicarse en diversos sectores. Este método de construcción resulta especialmente beneficioso para proyectos a gran escala, como edificios comerciales, almacenes e instalaciones industriales, debido a su proceso de prefabricación y por contar con estrictos controles de calidad, ya que las estructuras cumplen rigurosas normas industriales.

## Ventajas

### Ecológicos
Protegen el medio ambiente, debido a que se incentiva el reciclaje y reduce el nivel de consumo eléctrico gracias a que se incorporan a la construcción paneles solares y aislamiento térmico. Se pueden implementar múltiples sistemas que garantizan el mínimo consumo energético: reciclado de aguas de lluvias, colectores solares para generación de agua caliente y sistema de tratamiento de aguas grises.

### Aislamiento térmico
Los contenedores reciben un tratamiento en muros, pisos, techos y aberturas, que aísla del ambiente y minimiza el consumo energético. 

### Ensamblaje y movilidad
Los módulos prefabricados pueden ser montados según un diseño específico, desmontados, y vueltos a montar según el mismo u otro diseño, creando muchísimas posibilidades arquitectónicas.

### Estructura autoportante
El ensamblado mantiene la condición autoportante estructural de los módulos, garantizando una resistencia integral antisísmica. Están diseñados para transportar cargas pesadas y para ser apilados en columnas altas.

### Máxima eficiencia de montaje
Los plazos de obra se reducen hasta un 80 % respecto de las obras tradicionales.

### Economía
Por la facilidad, rapidez y poca necesidad de mano de obra de este tipo de construcción, resulta más rentable construir con contenedores.

## Desventajas

### Temperatura y humedad
El acero conduce muy bien el calor, por lo que normalmente los contenedores tendrán que ser mejor aislados que la mayoría de las estructuras de ladrillo, bloques o madera. De la misma manera, el aire húmedo se condensa en el interior contra el acero, llegando a ser pegajoso, por lo que también necesita aislamiento especial.

### Especialización laboral
La soldadura y el corte de acero se considera como mano de obra especializada y puede aumentar los gastos de construcción. Sin embargo, en general, el coste es todavía más bajo que la construcción convencional. 

### Transporte
En la mayoría de los casos, los contenedores requieren ser colocados en una grúa o montacargas y ser llevados al lugar de trabajo.

## La sostenibilidad en la arquitectura modular
Con la creciente preocupación por el impacto medioambiental y la necesidad de soluciones energéticamente eficientes, la arquitectura modular ha surgido como una solución prometedora. Desde las prácticas de construcción sostenible hasta la integración de tecnología avanzada, este método de construcción está adoptando la sostenibilidad para crear un futuro más ecológico. La industria de la construcción está recurriendo cada vez más a la arquitectura modular como solución sostenible.
Al incorporar la sostenibilidad a la construcción modular, es posible minimizar el impacto medioambiental y crear edificios funcionales y respetuosos con el medioambiente. Desde las fases iniciales de planificación hasta la construcción final, la sostenibilidad es una parte crucial de la arquitectura modular. 
La construcción sostenible implica utilizar materiales y prácticas que limiten los efectos negativos sobre el medioambiente y aseguren la sostenibilidad a largo plazo. Esto incluye el uso de materiales reciclados, así como sistemas de ahorro de energía como paneles solares y recogida de agua de lluvia. Además, la reducción de residuos y el uso responsable de los recursos son también elementos esenciales de la construcción sostenible.

### Iniciativas de sostenibilidad en la arquitectura modular
Las iniciativas de sostenibilidad conducen a un mejor uso de los recursos. Arquitectos y diseñadores están utilizando estrategias creativas para crear estructuras modulares más respetuosas con el medioambiente, desde los materiales utilizados hasta los sistemas de eficiencia energética implementados. Utilizar materiales renovables y reciclados ayuda a reducir el agotamiento de recursos y los residuos.
Además, la incorporación de tecnologías de ahorro energético, como paneles solares y aislamiento eficiente, puede disminuir drásticamente el consumo total de energía y el gasto energético de los edificios modulares. Incluso este enfoque implica ir más allá de los materiales y los sistemas de eficiencia energética, también incluye la conservación del agua y la gestión de residuos. La implantación de elementos de ahorro de agua, como los sistemas de recogida de agua de lluvia y los accesorios de bajo caudal, ayuda a reducir el consumo de agua en los edificios modulares. Estas iniciativas son beneficiosas tanto para el medioambiente como para las personas y comunidades, ya que crean entornos de vida y de trabajo más saludables y sostenibles.

### Tecnología para mejorar la sostenibilidad en la arquitectura modular
Para promover la sostenibilidad en la arquitectura modular, la tecnología es un factor clave. Las técnicas de construcción y los materiales han avanzado, lo que permite a arquitectos e ingenieros utilizar sistemas innovadores para reducir el impacto medioambiental. Los sensores inteligentes y los sistemas de automatización pueden utilizarse para supervisar y regular los componentes de un edificio, por ejemplo, la iluminación, la temperatura y la ventilación, optimizando el consumo de energía y aumentando el confort. Estos sistemas también pueden detectar y alertar a los usuarios sobre posibles problemas o ineficiencias, lo que permite realizar el mantenimiento y las reparaciones a tiempo.
Los edificios modulares pueden ser más eficientes y reducir su huella medioambiental. Las estadísticas sobre la construcción modular indican que la aplicación de la tecnología en la construcción sostenible es cada vez mayor. El 74 % de las empresas del sector AEC (arquitectura, ingeniería y construcción) invertían en el año 2021 en tecnología para mejorar la sostenibilidad y reducir el impacto medioambiental de sus proyectos.